# Marca de Caríntia

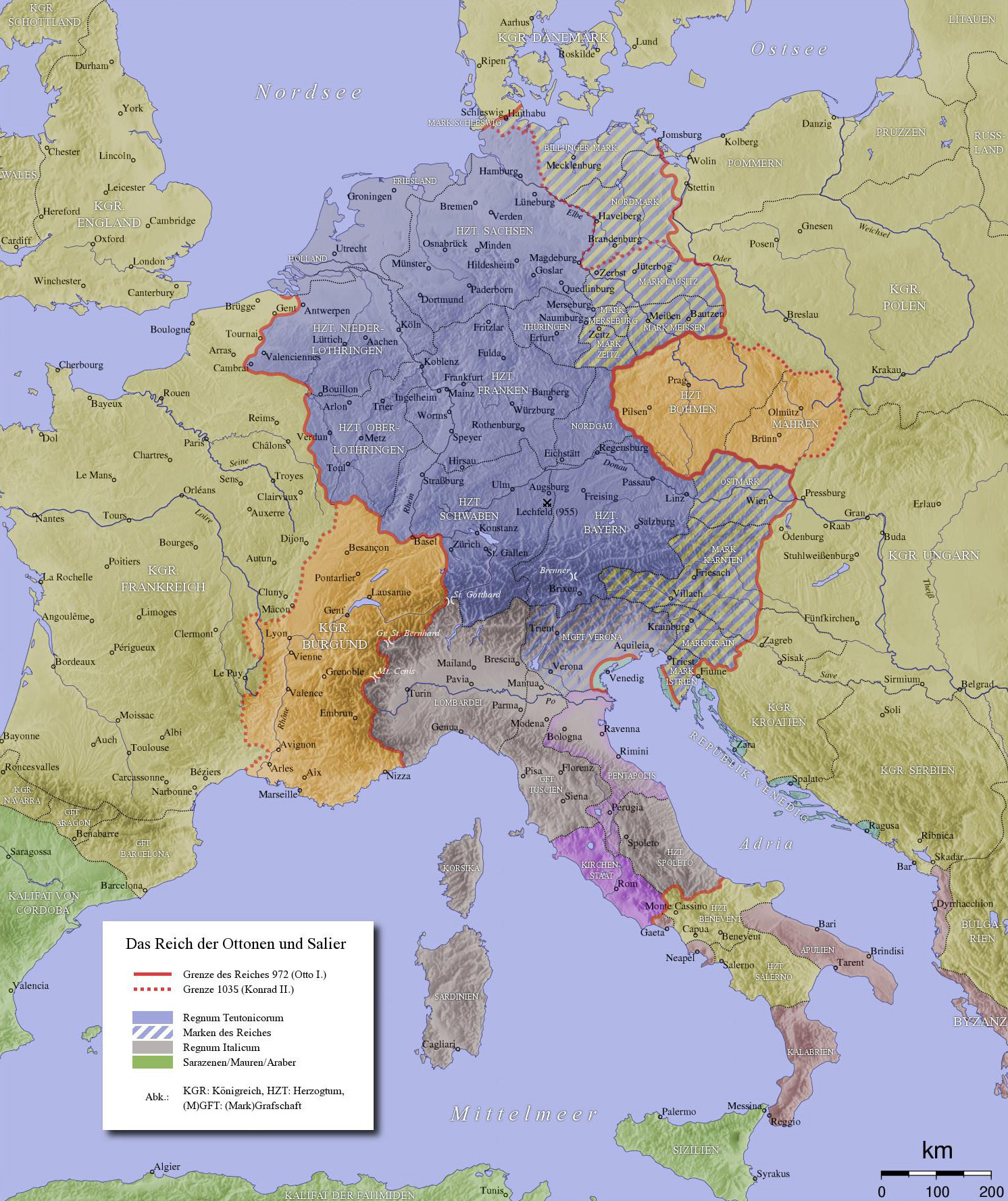
El Sacre Imperi durant el. La marca de Caríntia és la porció central del conjunt de marques bavareses de color porpra a la part inferior dreta

La marca de Caríntia fou una jurisdicció feudal i districte de frontera de l'Imperi Carolingi i després del Sacre Imperi Romanogermànic. Fou creada el 889 i fins aleshores havia estat un principat o ducat governat per prínceps eslaus (o parcialment eslaus) nadius, al principi independents, i després subjectes al Ducat de Baviera, fins a l'establiment de la sobirania franca. Llavors es va dividir en comtats que, després de la successió del duc de Caríntia al tron de Frància Oriental, van quedar units a les mans d'una autoritat única com a marca defensiva contra els eslaus de Panònia i Croàcia. Quan la marca de Caríntia fou elevada a Ducat de Caríntia el 976, es va crear una nova marca de Caríntia (és a dir, una marca defensant el ducat de Caríntia) que va ser coneguda com a marca d'Estíria del nom de la residència dels marcgravis, Steyr.

## Història
El 745, Carantània, un principat eslau independent, amb el creixement del poder dels àvars, es va sotmetre al duc Odiló de Baviera, que al seu torn era un vassall dels francs. Això va estendre la frontera bavaresa i el fill d'Odiló, Tassiló III de Baviera, va començar la cristianització de les tribus eslaves més enllà del riu Enns. El 788, Carlemany va integrar el territori de Carantània dins l'Imperi Franc fent-lo part d'un ampliat ducat de Friül, junt amb la marca d'Ístria. Llavors la tasca missionera es va incrementar, especialment a través de l'arquebisbat de Salzburg.
Entre 819 i 823, la població eslava nativa va donar suport a Ljudevit Posavski en la rebel·lió nacional contra la sobirania franca. La regió mateixa, tanmateix, no es va rebel·lar com a tal, com mostra la manca de repercussions confiscatòries. El 827, el búlgars atacaren Caríntia i, el 828, Lluís el Pietós va reorganitzar el marquesat de Friül en quatre comtats, el dos més septentrionals foren Caríntia i Baixa Panònia que foren separats del Regne italià i incorporats al ducat de Baviera. Lluís el Germànic, rei a Baviera, va reorganitzar Caríntia en comtats francs poc temps després. La divisió de Caríntia podia haver ocorregut realment tan d'hora com abans de 819 o potser simultàniament amb la divisió de Friül; fins aquest moment els carintis encara eren governats per ducs natius. La nova administració comtal era barrejada d'eslaus i bavaresos.

## Carloman i Arnulf
El territori va romandre dins del regne bavarès de Lluís. El 855, Radbod d'Ostmark, prefecte de la marca Oriental (Ostmark, abans Marca de Panònia i després coneguda com a Àustria), fou deposat per infidelitat i Rastislau I, duc de Gran Moràvia, es va rebel·lar contra la sobirania de Frància Oriental. En lloc de Radbod, Lluís assignava la regió al seu fill gran Carloman (856). Carloman va prendre el control tanmateix de Caríntia, i el 858 va fer una dura campanya contra Ratislau I, forçant-lo a arribar a un acord de pau. El 861, Pabó, comte de Carinthia, es va rebel·lar amb suport dels nobles del país i Carloman el va deposar i el va substituir per Gundacar. El 863, Lluís, que tenia por d'una rebel·lió del seu propi fill, va envair Caríntia, la base de poder de Carloman. Gundacar va anar a trobar al rei amb l'exèrcit del qual se li havia confiat el comandament per defensar la zona del Schwarza i se li va sotmetre, el que va privar a Carloman del seu principal suport. Consegüentment Carloman fou capturat i privat del seu govern que fou atorgat a Gundacar.
Quan Carloman es va reconciliar amb el seu pare, fou creat rei de Baviera. El 876 Lluís el Germànic va morir i els seus tres fills van heretar els respectius regnes que se'ls havien assignat. Els tres germans van mantenir la concòrdia entre ells i van actuar conjuntament coordinant les seves polítiques. Va concedir el govern de Caríntia al seu fill (tingut amb una concubina Caríntia), Arnulf el qual va establir la seva seu a Moosburg (Mosapurc) i el carintis el van considerar com el seu duc natiu. A la mort de Carles el Calb de la França Occidental (877), Carloman va aprofitar per creuar els Alps i proclamar-se rei d'Itàlia. També pretenia fer-se coronar emperador, però el 879 va patir un atac de feridura (accident vascular cerebral) que li va causar paraplegia i el va deixar incapacitat per governar, i va repartir els seus dominis entre els seus dos fills, confirmant a Arnulf el comtat de Caríntia i la marca de Panònia (després Marca Oriental de Baviera), i a l'altra fill, Lluís III el Jove se li va concedir Baviera. No obstant aquest estat fou regit també d'alguna manera per Arnulf> el qual ja l'havia governat durant l'estiu i tardor de 879, mentre el seu pare arranjava la seva successió en la que va rebre Pannonia segons diuen els Annales Fuldenses, o Carantania (Carantanum) segons diu Reginó de Prüm.

## Marca
Després que es va convertir en rei de Frància Oriental i de Lotaríngia el 887, Arnulf va crear una nova marca de Caríntia (889) que incloïa el territori que després fou Estíria. Al costat d'aquesta hi havia les marques d'Ístria, Oriental, i Carniola. Les marques més meridionals, Caríntia i Carniola, eren especialment susceptibles d'atacs magiars. El 901, només dos anys després del primer contacte magiar amb Europa occidental, Caríntia fou arrasada pels hongaresos o magiars. El 952, Caríntia quedava sota el control del Ducat de Baviera, com fou el cas també per les marques de Carniola, Ístria, i Friül o Verona.
Les ciutats principals de la marca eren Friesach i Villach. Al segle x, una anomenada Marca de Carantània (anomenada la "marca de Caríntia" perquè era el districte de frontera del nou ducat de Caríntia, va quedar separada de Caríntia. La marca de Carantània va esdevenir aviat la marca i després ducat d'Estíria. L'únic marcgravi carinti conegut d'aquest període —encara que es coneix el nom d'uns quants comtes — fou Marquard III, que era un praeses de Carinthia.
En 976, l'emperador Otó II va establir al seu nebot Otó I com a duc de Baviera però separava la marca Caríntia i les altres marques del ducat. Caríntia fou erigida en ducat pel liutpolding Enric, que feia com una mena de "cap de la policia de frontera", controlant també Ístria, Friül (Verona), i Carniola.